# Stensjö-Djupsjön
Stensjö-Djupsjön är en sjö i Åsele kommun i Lappland och ingår i Gideälvens huvudavrinningsområde. Sjön har en area på 0,145 kvadratkilometer och ligger 296,5 meter över havet. Sjön avvattnas av vattendraget Lavsjöån.

## Delavrinningsområde
Stensjö-Djupsjön ingår i det delavrinningsområde (712790-160999) som SMHI kallar för Utloppet av Stensjö-Djupsjön. Medelhöjden är 307 meter över havet och ytan är 0,69 kvadratkilometer. Räknas de 3 avrinningsområdena uppströms in blir den ackumulerade arean 36,31 kvadratkilometer. Lavsjöån som avvattnar avrinningsområdet har biflödesordning 2, vilket innebär att vattnet flödar genom totalt 2 vattendrag innan det når havet efter 149 kilometer. Avrinningsområdet består mestadels av skog (78 procent). Avrinningsområdet har 0,15 kvadratkilometer vattenytor vilket ger det en sjöprocent på 21,4 procent.